# Lookout Lake
Lookout Lake är en sjö i Antarktis. Den ligger i Östantarktis. Australien gör anspråk på området. Lookout Lake ligger 18 meter över havet.